# Candidats à l'élection présidentielle malgache de 2013
Cette page présente les candidats à l'élection présidentielle malgache de 2013, dont le premier tour a eu lieu le 25 octobre 2013 et le second le 20 décembre 2013, ainsi que les candidatures qui n'ont pas été retenues par la Cour électorale spéciale.

## Candidats
Entre le 8 et le 28 avril 2013, la Cour électorale spéciale (CES) reçoit le dépôt de 49 dossiers de candidature,,. La liste des candidats admis à participer au premier tour est publiée le 3 mai, suivi deux jours plus tard du tirage au sort pour définir l’ordre d’apparition des candidats sur le bulletin unique et les panneaux d’affichage officiels.

### Candidatures retenues
33  candidatures sont finalement retenues par la Cour électorale spéciale :
- Hajo Andrianainarivelo, candidat du parti Malagasy Miara-Miainga (MMM), ingénieur agronome, vice-Premier ministre chargé du Développement et de l’Aménagement du territoire depuis le 21 novembre 2011, maire de la commune rurale d'Akadinandriana.
- Jean Lahiniriko, né le 1er avril 1953, ingénieur des travaux publics, candidat du Parti socialiste et démocratique pour l’union à Madagascar (PSDUM), candidat malheureux lors de la présidentielle de 2006, un des six vice-présidents du Bureau permanent de la Haute autorité de la Transition, depuis le 15 avril 2009, Président de l'Assemblée nationale, (2003), député de la circonscription de Betioky-Sud (2003), ministre de Travaux publics, en février 2002.
- Roland Ratsiraka, né le 15 août 1966, candidat du parti Malagasy Tonga Saina (MTS), a été candidat malheureux lors de la présidentielle de 2006. Il est également le neveu du candidat Didier Ratsiraka. Membre du Conseil supérieur de la Transition (CST), maire de la ville de Toamasina avant sa suspension sous l'ère du président Marc Ravalomanana.
- Pierrot Rajaonarivelo[7], né le 17 juin 1946, candidat du Mouvement pour la Démocratie à Madagascar (MDM), Ministre des Affaires étrangères, depuis le 21 novembre 2011, Ministre d’État chargé de l’Économie et de l’Industrie (2011), Vice-Premier ministre chargé du Budget et de la Décentralisation, en 1997.
- Jean-Louis Robinson[8] est le candidat du parti Antoko ny Vahoaka Aloha No Andrianina (AVANA), Ministre des Sports et de la Culture jusqu'à l'exil de l'ancien président Marc Ravalomanana en 2009, Ministre de la Santé publique, du Planning familial et de la Protection sociale (2004-2008).
- Rolland Dieudonné Rabearisoa[9] connu sous son nom d'artiste Vahömbey, est le candidat du parti Fanambinana Madagasikara (FAMà), artiste, enseignant de philosophie.
- Saraha Georget Rabeharisoa[10], candidate du Parti Vert Hasin'i Madagasikara, juriste et opérateur privé.
- Jean-Pierre Rakoto, candidat surprise sans parti connu, directeur de la radio diocésaine d'Ambositra.
- Willy Sylvain Rabetsaroana, candidat de la Plateforme nationale des jeunes (PNJ-Mazava), membre du Conseil supérieur de la Transition (CST), Sénateur, opérateur économique.
- Brigitte Ihantanirina Rabemanantsoa Rasamoelina[11], candidate du parti Ampela manao politika (AMP), Membre du Congrès de Transition (CT), maire de la commune rurale de Ambohimalaza[Laquelle ?].
- Julien Razafimanazato, candidat du parti Eto Sehatry ny Daholo be (ESD), ministre de l'Éducation nationale du gouvernement de la Transition 2009-2011.
- Laza Razafiarison, candidat du parti Avotra ho an’ny firenena, consultant, mathématicien, chercheur.
- Albert-Camille Vital[12], né le 18 juillet 1952, général retraité se présentant sans parti connu. Ambassadeur représentant permanent de Madagascar auprès de l’Office des Nations unies et des institutions spécialisées à Genève depuis 2012, Premier ministre du gouvernement de transition du 20 décembre 2009 au 29 octobre 2011, général de brigade, ingénieur des Travaux publics.
- Roindefo Zafitsimivalo Monja[13], candidat du Mouvement national pour l'indépendance de Madagascar (Monima). Il est le fils de Jaona Monja.
- Joseph Martin Randriamampionona dit Dadafara Saturne, fondateur de l’association Refondation totale de Madagascar (RTM). PDG de la télévision privée TNTV, opérateur économique.
- Rajemison Ratokomaharo, candidat du parti Malagasy MAndroso ao anatin'ny FIhavanana sy ny SOAtoavina  (MAMAFISOA) créé officiellement le 25 novembre 2009.
- Jean Eugène Voninahitsy[14], candidat du parti Les Autres Sensibilités (Les As), Membre du Congrès de transition (CT), Député de la circonscription de Maintirano, région Melaky.
- Clément Zafisolo Ravalisaona, candidat du parti Antoko Miombon'Ezaka (AME), opérateur économique.
- Alain Djacoba Tehindrazanarivelo, candidat du parti Ezaka Nasionaly Iarahana (enina), Membre du Conseil supérieur de la Transition (CST), Vice-Premier ministre chargé de la Santé et du Planning familial (2009-2010), Secrétaire général du ministère de l’Enseignement supérieur et des recherches scientifiques.
- Patrick Ratsimba Rajaonary, candidat sans parti connu, a été candidat malheureux lors de la présidentielle de 2001, Repreneur et président-directeur général de l'imprimerie Papmad, opérateur économique.
- Fleury Rabarison Lezava, candidat du parti HARENA, opérateur économique (tourisme), Ministre de l'Économie et de la Planification (2002)[15], Directeur général des Ressources fiscales (DGRF)(1993-1997)[16] du ministère des Finances.
- Mickael Bréchar Dofo, candidat du parti Mamiratra iombonan’ny Malagasy (MIM), opérateur économique.
- Tabera Randriamanantsoa, candidat du parti KINTANA, Ministre de la Fonction publique, du Travail et des Lois sociales (2011-), Député de Madagascar (Farafangana) (1998-2002), administrateur civil.
- William Noelson, candidat du parti Malagasy Iray Tsy Mivaky (MITM), Ministre de la Fonction publique, du Travail et des Lois sociales (2009-2011).
- Guy Ratrimoarivony, général retraité de la Gendarmerie nationale est un candidat surprise fondateur de l'association Hetsik'Olom-Pirenena.
- Ratsimbalson Faharo, officier militaire à la retraite, candidat sans parti connu. Maire de la commune rurale de Belon'i Tsiribihina.
- Fetison Rakoto Andrianirina, candidat du parti Renouveau pour la Démocratie Sociale (RDS). Ancien chef de la délégation de la mouvance Ravalomanana, ancien coprésident de la Transition suivant les accords de Maputo et d'Addis-Abeba, a lancé du processus « Appel pour la paix des braves », recherche de solution pacificatrices des antagonistes pour le salut public.
- William Ratrema, candidat soutenu conjointement par le Parti travailliste malgache (PATRAM) et le parti Gasikara Manan-kasina (GAM). Enseignant de carrière, il a notamment dirigé l’École normale supérieure d'Antananarivo de 1992 à 2002. Il est également le président fondateur du groupe éducatif ACEEM (Action pour la Culture, l’Éducation et l'Enseignement à Madagascar) qui regroupe plusieurs établissements d'enseignement allant du second degré à l'enseignement supérieur, ainsi qu'une radio à vocation éducative. Il a également à son actif l'écriture de manuels scolaires et d'ouvrages sur l'éducation, le dernier en date étant le Hafatry ny mpanabe édité en mars 2013 et présenté à l'Académie malgache. C'est un fervent défenseur du Hasina maha-olona, une valeur importante dans la culture malgache que l'on peut traduire par le respect de la dignité humaine.
- Patrick Venance Raharimanana, candidat du parti Vitatsika io.
- Freddy Tianasoa, candidat du parti Olom-BAovao MAdagasikara (OBAMA).
- Andriamparany Benjamin Radavidson, candidat du parti Firaisam-pirenena ho an’ny Fahafahana sy ny Fandrosoana (FFF) ou Union nationale pour la liberté et le développement). Ministre de l’Éducation nationale et de la Recherche scientifique (2007-2008), Ministre de l’Économie, des Finances et du Budget (2002-2007), Député de la circonscription électorale d’Antananarivo IV (2007).
- Edgard Marie Noé Razafindravahy, candidat du parti Tanora Gasy Vonona (TGV). Président de la délégation spéciale (PDS) de la commune urbaine d'Antananarivo (CUA), opérateur économique.
- Hery Rajaonarimampianina, proposé par Roger Kolo et Jules Étienne en remplacement de l'invalidation de leurs candidatures respectives[17].

### Candidatures non retenues
Le 17 août, sous la pression internationale, ainsi que celle d'un collectif de 21 autres candidats qui menaçaient de se retirer, la cour électorale retire les candidatures controversées de l'ancien président Didier Ratsiraka, de Lalao Ravalomanana (épouse de l'ancien président Marc Ravalomanana), n'ayant pas remplit la condition des six mois de résidence précédent l'élection, et du président de la Haute autorité de Transition Andry Rajoelina, déposée hors délais.
Cinq autres candidatures sont également annulées : celles de Rafalimanana Ny Rado, de Roger Kolo, de Jules Étienne, de Rakotomalala Marcel Fleury et de Rasolovoahangy Roseline Emma.